# Enghelberto III d'Istria
Enghelberto III (... – 6 ottobre 1173) membro della dinastia francone renana di Sponheim, fu margravio d'Istria dal 1124 alla morte, margravio di Carniola dal 1124 alla morte e margravio di Toscana dal 1135 al 1137.

## Biografia
Era il secondo figlio del margravio Enghelberto II e della sua prima moglie Uta di Passau. Quando suo padre successe al fratello maggiore Enrico come duca di Carinzia, Enghelberto III ricevette il titolo di margravio d'Istria. Tuttavia governò principalmente nelle terre degli Sponheim intorno a Kraiburg in Baviera, ereditate da sua madre.
Nel 1135 l'imperatore Lotario III lo mandò in un sinodo a Pisa, nel Regnum Italicum, per sostenere Papa Innocenzo II contro l'antipapa Anacleto II. Enghelberto fu poi investito della marca di Toscana, ma gli successe il duca della dinastia Welfen Enrico X di Baviera già nel 1137. Enghelberto partecipò alla dieta imperiale del 1156 a Ratisbona, dove fu testimone della concessione del Privilegio minus dall'imperatore Federico Barbarossa, elevando la marca Orientale (Austria) a ducato.

## Matrimonio
Nel 1140 Enghelberto sposò Matilde, la figlia più giovane del conte bavarese Berengario II di Sulzbach e di Adelaide di Dießen-Wolfratshausen. Fu così un cognato di Gertrude di Sulzbach, consorte del re Corrado III di Germania, e di Berta di Sulzbach, chiamata a Bisanzio Irene, moglie dell'imperatore bizantino Manuele I Comneno. Matilde morì alla fine del 1165 e i due non ebbero figli. Il titolo di margravio in Istria passò ai conti bavaresi di Andechs.
Ebbe comunque un figlio, Pellegrino, patriarca di Aquileia dal 1195 al 1204.